# Нафанаил (Нектаров)
Архимандрит Нафанаил (в миру Гавриил Иванович Нектаров; ок. 1813, Тамбовская губерния — 2 [14] сентября 1857, Москва) — архимандрит Русской православной церкви, ректор Вифанской духовной семинарии.

## Биография
Родился около 1813 года в Кирсанове Тамбовской губернии в семье пономаря Успенской церкви.
В 1828 году окончил Тамбовское духовное училище, в 1834 году — Тамбовскую духовную семинарию.
В 1838 году окончил Московскую духовную академию со степенью магистра богословия.
Был определён наставником Херсонской духовной семинарии, затем был переведён в Московскую семинарию, а потом — в Вифанскую. В 1849 году был пострижен в монашество и в том же году назначен инспектором Вифанской духовной семинарии.
В 1851 году был возведен в сан архимандрита.
В 1853—1857 годах был ректором Вифанской духовной семинарии.
Скончался 2 (14) сентября 1857 года в Москве. Похоронен в Новоспасском монастыре под Покровским собором.